# Arauca (by)
Arauca er en kommune og hovedstad i Arauca Department of Colombia. Det fulde navn er Villa de Santa Bárbara de Arauca, det ligger på N 07 ° 05 '25 "- W 70 ° 45' 42". Arauca Kommune har en samlet befolkning på 82.149 (2005-folketælling).